# Slovenská extraliga ledního hokeje 2024/2025
Tipos extraliga 2024/2025 je 32. sezónou slovenské hokejové extraligy. Do soutěže zasáhlo 12. mužstev.

## Kluby podle krajů
- Bratislavský: HC SLOVAN Bratislava
- Košický: HC Košice, HK Spišská Nová Ves a HK Dukla Ingema Michalovce
- Banskobystrický: HC MONACObet Banská Bystrica, HKM Zvolen
- Trenčínský: HK DUKLA Trenčín
- Nitranský: HK Nitra, HC MIKRON Nové Zámky
- Žilinský: VLCI Žilina, MHk 32 Liptovský Mikuláš
- Prešovský: HK Poprad

| Klub                         | Město             | Stadion                       | Kapacita |
| ---------------------------- | ----------------- | ----------------------------- | -------- |
| HC MONACObet Banská Bystrica | Banská Bystrica   | Zimní stadion Banská Bystrica | 2 950    |
| VLCI Žilina                  | Žilina            | Niké Aréna                    | 5 600    |
| MHk 32 Liptovský Mikuláš     | Liptovský Mikuláš | TITAN Aréna                   | 3 680    |
| HC Košice                    | Košice            | Steel Aréna                   | 8 347    |
| HK Dukla Ingema Michalovce   | Michalovce        | Zimní stadion Michalovce      | 4 000    |
| HK Nitra                     | Nitra             | Nitra aréna                   | 3 600    |
| HC MIKRON Nové Zámky         | Nové Zámky        | Zimní stadion Nové Zámky      | 3 500    |
| HK Poprad                    | Poprad            | Zimní stadion města Poprad    | 4 233    |
| HK DUKLA Trenčín             | Trenčín           | Zimní stadion Pavla Demitry   | 6 150    |
| HKM Zvolen                   | Zvolen            | Zimní stadion Zvolen          | 5 675    |
| HC SLOVAN Bratislava         | Bratislava        | Tipos aréna                   | 10 055   |
| HK Spišská Nová Ves          | Spišská Nová Ves  | Spiš aréna                    | 5 503    |

## Tabulka
| Poř. | Tým                          | Z  | V  | VP | PP | P  | VG  | OG  | B   |
| ---- | ---------------------------- | -- | -- | -- | -- | -- | --- | --- | --- |
| 1.   | HK Spišská Nová Ves          | 54 | 27 | 13 | 9  | 5  | 173 | 152 | 104 |
| 2.   | HC Košice                    | 54 | 27 | 13 | 6  | 8  | 172 | 130 | 101 |
| 3.   | HK Nitra                     | 54 | 25 | 15 | 8  | 6  | 197 | 163 | 97  |
| 4.   | DOXXbet Vlci Žilina          | 54 | 24 | 18 | 10 | 2  | 174 | 146 | 94  |
| 5.   | HC MONACObet Banská Bystrica | 54 | 22 | 19 | 9  | 4  | 161 | 145 | 88  |
| 6.   | HK Poprad                    | 54 | 24 | 20 | 4  | 6  | 178 | 144 | 86  |
| 7.   | HC Slovan Bratislava         | 54 | 21 | 20 | 5  | 8  | 164 | 159 | 81  |
| 8.   | HK Dukla Trenčín             | 54 | 23 | 23 | 3  | 5  | 150 | 155 | 80  |
| 9.   | HK Dukla Ingema Michalovce   | 54 | 21 | 22 | 6  | 5  | 157 | 153 | 80  |
| 10.  | HKM Zvolen                   | 54 | 17 | 21 | 6  | 10 | 174 | 174 | 73  |
| 11.  | HK 32 Liptovský Mikuláš      | 54 | 14 | 28 | 5  | 7  | 140 | 173 | 59  |
| 12.  | HC Nové Zámky                | 54 | 8  | 41 | 0  | 5  | 114 | 260 | 29  |

| Vysvětlivka                          |
| ------------------------------------ |
| Přímý postup do čtvrtfinále play off |
| Postup do předkola play off          |
| Sezóna pro daný tým skončila         |
| Sestup do 1. ligy                    |

## Hráčské statistiky základní části

### Kanadské bodování
Toto je průběžné pořadí hráčů podle dosažených bodů. Za jeden vstřelený gól nebo přihrávku na gól hráč získal jeden bod.
| Poř. | Hráč                | Tým                          | Z  | G  | A  | B  | TM | +/- |
| ---- | ------------------- | ---------------------------- | -- | -- | -- | -- | -- | --- |
| 1.   | Andrew Calof        | HK Poprad                    | 53 | 20 | 49 | 69 | 12 | +14 |
| 2.   | Adam Cracknell      | HK Poprad                    | 54 | 35 | 24 | 59 | 16 | +10 |
| 3.   | Matthew Boucher     | HC MONACObet Banská Bystrica | 51 | 29 | 29 | 58 | 36 | +8  |
| 4.   | Sean Josling        | HK Dukla Trenčín             | 54 | 28 | 30 | 58 | 41 | -3  |
| 5.   | Kyle Olson          | HKM Zvolen                   | 50 | 32 | 22 | 54 | 75 | -4  |
| 6.   | Renars Krastenbergs | HK Dukla Ingema Michalovce   | 53 | 31 | 19 | 50 | 34 | -3  |
| 7.   | Connor Ford         | HK Spišská Nová Ves          | 52 | 12 | 38 | 50 | 39 | +8  |
| 8.   | Samuel Buček        | HK Nitra                     | 53 | 26 | 22 | 48 | 48 | +21 |
| 9.   | Hunter Fejes        | DOXXbet Vlci Žilina          | 49 | 24 | 23 | 47 | 59 | +13 |
| 10.  | Samuel Takáč        | HC Slovan Bratislava         | 51 | 17 | 30 | 47 | 18 | +17 |

### Hodnocení brankářů
Toto je průběžné pořadí nejlepších pěti brankářů.
Aktualizace k 16. 2. 2025.
| Poř. | Hráč                  | Tým                          | Z  | MIN     | OG | PZ   | PS   | POG  | Úsp%  |
| ---- | --------------------- | ---------------------------- | -- | ------- | -- | ---- | ---- | ---- | ----- |
| 1.   | Eugen Rabčan          | HC MONACObet Banská Bystrica | 20 | 1212:59 | 44 | 606  | 650  | 2.18 | 93.23 |
| 2.   | Gustavs Dāvis Grigals | HK DUKLA Trenčín             | 28 | 1662:16 | 66 | 872  | 938  | 2.38 | 92.96 |
| 3.   | Ádam Vay              | HK Poprad                    | 42 | 2428:39 | 96 | 1185 | 1281 | 2.37 | 92.51 |
| 4.   | Henri Kiviaho         | HC SLOVAN Bratislava         | 24 | 1419:30 | 65 | 717  | 782  | 2.75 | 91.69 |
| 5.   | Sami Aittokallio      | HK Nitra                     | 28 | 1596:22 | 78 | 843  | 921  | 2.93 | 91.53 |